# هودسدون
latitudeهودسدونlongitudeهودسدون
هودسدون (به انگلیسی: Hoddesdon) یک شهرک در بریتانیا است که در انگلستان واقع شده‌است.

## خصوصیات
هودسدون ۲۰٬۲۵۰ نفر جمعیت دارد.